# Bordetella hinzii
Bordetella hinzii es una bacteria gramnegativa del género Bordetella. Fue descrita en el año 1995. Su etimología hace referencia al microbiólogo alemán K. H. Hinz. Es aerobia y móvil por flagelación perítrica. Catalasa y oxidasa positivas. Forma colonias de do morfologías: redondas, elevadas, brillantes y grises o planas y secas. Temperatura óptima de crecimiento de 37 °C. Tiene un contenido de G+C de 65-67%. Se ha aislado del tracto respiratorio de aves como pavos y pollos en Australia. También se puede encontrar en humanos, con posibilidad de causar infecciones. 